# Пекчаница
Пекчаница је насељено место града Краљева у Рашком округу. Према попису из 2022. било је 163 становника.

## Историја
Пекчаница је старо средњовековно насеље које је скоро пре осам векова краљ Стеван Првовенчани даровао жичком епархијском властелинству под именом ПћШЧАНИЦА ВћСА Сћ ПћЧАНОМћ*. Овако одређење Пекчанице у краљевој повељи одсликава њену просторну разуђеност, што је и био разлог да су доцније у турским тефтерима неки њени заселци уписани као самостална села: Станча 1572. Мирајићи 1476. 1528 и 1572. године, Стрмово 1476. 1528. и 1572. године.

## Демографија
У насељу Пекчаница живи 278 пунолетних становника, а просечна старост становништва износи 50,9 година (49,9 код мушкараца и 51,7 код жена). У насељу има 126 домаћинстава, а просечан број чланова по домаћинству је 2,45.
Ово насеље је великим делом насељено Србима (према попису из 2002. године), а у последња три пописа, примећен је пад у броју становника.
|  |

| Демографија | Демографија | Демографија |
| Година      | Становника  | Становника  |
| ----------- | ----------- | ----------- |
| 1948.       | 741         |             |
| 1953.       | 710         |             |
| 1961.       | 662         |             |
| 1971.       | 634         |             |
| 1981.       | 529         |             |
| 1991.       | 438         | 426         |
| 2002.       | 309         | 343         |

| Етнички састав према попису из 2002.‍ | Етнички састав према попису из 2002.‍ | Етнички састав према попису из 2002.‍ | Етнички састав према попису из 2002.‍ | Етнички састав према попису из 2002.‍ |
| ------------------------------------ | ------------------------------------ | ------------------------------------ | ------------------------------------ | ------------------------------------ |
|                                      |                                      |                                      |                                      |                                      |
| Срби                                 | Срби                                 |                                      | 307                                  | 99,35%                               |
| Румуни                               | Румуни                               |                                      | 1                                    | 0,32%                                |
| Македонци                            | Македонци                            |                                      | 1                                    | 0,32%                                |
| непознато                            | непознато                            |                                      | 0                                    | 0,0%                                 |

| Година пописа     | 1948. | 1953. | 1961. | 1971. | 1981. | 1991. | 2002. |
| ----------------- | ----- | ----- | ----- | ----- | ----- | ----- | ----- |
| Број домаћинстава | 154   | 153   | 151   | 172   | 147   | 146   | 126   |

| Број чланова      | 1  | 2  | 3  | 4  | 5 | 6 | 7 | 8 | 9 | 10 и више | Просек |
| ----------------- | -- | -- | -- | -- | - | - | - | - | - | --------- | ------ |
| Број домаћинстава | 39 | 41 | 15 | 18 | 8 | 4 | 1 | 0 | 0 | 0         | 2,45   |

| Пол    | Укупно | Неожењен/Неудата | Ожењен/Удата | Удовац/Удовица | Разведен/Разведена | Непознато |
| ------ | ------ | ---------------- | ------------ | -------------- | ------------------ | --------- |
| Мушки  | 132    | 35               | 86           | 9              | 2                  | 0         |
| Женски | 156    | 26               | 84           | 43             | 3                  | 0         |
| УКУПНО | 288    | 61               | 170          | 52             | 5                  | 0         |

| Пол    | Укупно                    | Пољопривреда, лов и шумарство | Рибарство                            | Вађење руде и камена | Прерађивачка индустрија       |
| ------ | ------------------------- | ----------------------------- | ------------------------------------ | -------------------- | ----------------------------- |
| Мушки  | 71                        | 49                            | 0                                    | 0                    | 11                            |
| Женски | 58                        | 55                            | 0                                    | 0                    | 1                             |
| УКУПНО | 129                       | 104                           | 0                                    | 0                    | 12                            |
| Пол    | Производња и снабдевање   | Грађевинарство                | Трговина                             | Хотели и ресторани   | Саобраћај, складиштење и везе |
| Мушки  | 0                         | 5                             | 1                                    | 0                    | 1                             |
| Женски | 0                         | 0                             | 0                                    | 0                    | 0                             |
| УКУПНО | 0                         | 5                             | 1                                    | 0                    | 1                             |
| Пол    | Финансијско посредовање   | Некретнине                    | Државна управа и одбрана             | Образовање           | Здравствени и социјални рад   |
| Мушки  | 0                         | 1                             | 0                                    | 1                    | 1                             |
| Женски | 0                         | 0                             | 0                                    | 0                    | 1                             |
| УКУПНО | 0                         | 1                             | 0                                    | 1                    | 2                             |
| Пол    | Остале услужне активности | Приватна домаћинства          | Екстериторијалне организације и тела | Непознато            | Непознато                     |
| Мушки  | 1                         | 0                             | 0                                    | 0                    | 0                             |
| Женски | 0                         | 0                             | 0                                    | 1                    | 1                             |
| УКУПНО | 1                         | 0                             | 0                                    | 1                    | 1                             |